# Ece Uslu
Ece Uslu (Smirne, 9 settembre 1974) è un'attrice, doppiatrice e modella turca, nota per aver interpretato il ruolo di Cahide Esen Karalar nella serie Come sorelle (Sevgili Geçmiş).

## Biografia
Nata nel 1974 a Smirne (Turchia), Ece Uslu è la figlia di Nazan Uslu e sorella di Şehnaz Brooks Uslu. Durante i suoi anni di istruzione ha lavorato come attrice per un anno al Theatre on Duty. Successivamente, ha lavorato come modella fotografica e attrice pubblicitaria presso la Basak Gursoy Modeling Agency. Durante gli anni del liceo ha continuato la sua formazione e le sue esibizioni teatrali nel gruppo Studio Actors fondato da Esat e Şahika Tekand.
Nel 1990 ha iniziato la sua carriera di attrice nella serie İz Peşinde. L'anno successivo, nel 1991, ha recitato nel film Ah.. gardasim diretto da Kadir Inanir. Nello stesso anno ha recitato nella serie Ana. Nel 1993 ha recitato nei film Sari tebessüm diretto da Seçkin Yasar, in Sevgili ortak diretto da Erdogan Tokatli, in Rumuz Sev Beni diretto da Erdogan Tokatli e in Kivilcim diretto da Aykut Düz. Nel 1994 ha recitato nel film Yalanci diretto da Osman Sinav. L'anno successivo, nel 1995, ha recitato nella miniserie Sahte dünyalar.
Nel 1997 ha recitato nel film Diplomat diretto da Dariush Farhang. Nello stesso anno ha recitato nelle serie Kara melek e Firat. Nel 1999 ha recitato nel film televisivo Rüzgâr Gülü. L'anno successivo, nel 2000, ha preso parte al film Güle Güle diretto da Zeki Ökten. Nello stesso anno ha recitato nei film televisivi Üç Kadın 1 e Üç Kadın 1. Nel 2001 ha preso parte al cast della miniserie Benimle evlenir misin, mentre nel 2002 nella miniserie Bana abi de.
Nel 2003 e nel 2004 ha partecipato alla serie Zerda. Nel 2004 ha interpretato il ruolo di Pervin nella serie Askimizda ölüm var. Nello stesso anno ha ricoperto il ruolo di Aydan nel film Büyü diretto da Orhan Oguz. L'anno successivo, nel 2005, ha ricoperto il ruolo di Nina nella serie Ölümüne sevdalar. Nel 2006 ha interpretato il ruolo di Cahide Kutlu nella miniserie Sirça kösk. Nel 2007 e nel 2008 ha ricoperto il ruolo di Lale nella serie Elveda derken. Nel 2008 è entrata a far parte del cast del film Son ders diretto da Iraz Okumus e Mustafa Ugur Yagcioglu, nel ruolo di Soley.
Nel 2010 e nel 2011 ha ricoperto il ruolo di Suna Demiray nella serie Kizim Nerede. Nel 2012 ha recitato nel cortometraggio Erik Zamanı diretto da Sezen Kayhan. Dal 2013 al 2016 è entrata a far parte del cast della serie Karagül, nel ruolo di Ebru Şamverdi. Nel 2017 ha interpretato il ruolo di Feride nel film Vezir Parmagi diretto da Mahsun Kirmizigül. Nello stesso anno ha ricoperto il ruolo di Elvan nella serie Dayan Yuregim.
Nel 2019 è stata scelta per interpretare il ruolo di Cahide Esen Karalar nella serie Come sorelle (Sevgili Geçmiş), insieme alle attrici Sevda Erginci, Melis Sezen, Elifcan Ongurlar e Özge Özacar. Nello stesso anno ha doppiato il personaggio di Ava nel film Klaus - I segreti del Natale (Klaus) diretto da Sergio Pablos e Carlos Martínez López. Nel 2022 ha recitato nel film Sonsuz Aşk diretto da Ulas Çobanci. Nel 2024 ha fatto parte del cast della serie Şahane Hayatım, nel ruolo di Ece Ağazade. Nel 2024 e nel 2025 ha ottenuto il ruolo di Sumru Şansalan nella serie La notte nel cuore (Siyah Kalp).

## Vita privata
È stata sposata fino al 2014 con Özcan Deniz, mentre dal 2019 è sposata con Tamer Bey.

## Filmografia

### Attrice

#### Cinema
- Ah.. gardasim, regia di Kadir Inanir (1991)
- Sari tebessüm, regia di Seçkin Yasar (1993)
- Sevgili ortak, regia di Erdogan Tokatli (1993)
- Rumuz Sev Beni, regia di Erdogan Tokatli (1993)
- Kivilcim, regia di Aykut Düz (1993)
- Yalanci, regia di Osman Sinav (1994)
- Diplomat, regia di Dariush Farhang (1997)
- Güle Güle, regia di Zeki Ökten (2000)
- Büyü, regia di Orhan Oguz (2004)
- Son ders, regia di Iraz Okumus e Mustafa Ugur Yagcioglu (2008)
- Vezir Parmagi, regia di Mahsun Kirmizigül (2017)
- Sonsuz Aşk, regia di Ulas Çobanci (2022)

#### Televisione
- İz Peşinde – serie TV (1990)
- Ana – serie TV (1991)
- Sahte dünyalar – miniserie TV, 1 episodio (1995)
- Kara melek – serie TV (1997)
- Firat – serie TV (1997)
- Rüzgâr Gülü – film TV (1999)
- Üç Kadın 1 – film TV (2000)
- Üç Kadın 2 – film TV (2000)
- Benimle evlenir misin – miniserie TV, 3 episodi (2001)
- Bana abi de – miniserie TV, 3 episodi (2002)
- Zerda – serie TV, 32 episodi (2003-2004)
- Askimizda ölüm var – serie TV, 4 episodi (2004)
- Ölümüne sevdalar – serie TV (2005)
- Sirça kösk – miniserie TV, 3 episodi (2006)
- Elveda derken – serie TV, 51 episodi (2007-2008)
- Kizim Nerede – serie TV, 26 episodi (2010-2011)
- Karagül – serie TV, 125 episodi (2013-2016)
- Dayan Yuregim – serie TV, 13 episodi (2017)
- Come sorelle (Sevgili Geçmiş) – serie TV, 8 episodi (2019)
- Şahane Hayatım – serie TV, 4 episodi (2024)
- La notte nel cuore (Siyah Kalp) – serie TV, 34 episodi (2024-2025)

#### Cortometraggi
- Erik Zamani, regia di Sezen Kayhan (2012)

### Doppiatrice

#### Cinema
- Klaus - I segreti del Natale (Klaus), regia di Sergio Pablos e Carlos Martínez López (2019)

## Teatro
- Üçüncü Türden Yakın İlişkiler di Uğur Uludağ, presso il teatro E.S.E.K. (2001)
- Ayıp Ettik di Uğur Yağcıoğlu, presso il teatro R.E.S.T. (2007)
- Medya Maymunları di Joe Penhall, presso il teatro Talimhane (2010)
- Tom,Dick&Harry di Ray Cooney, presso il teatro Akla Kara (2011)
- Patron Kim? di Carlo Goldoni, presso il teatro Akla Kara (2012)

## Doppiatrici italiane
Nelle versioni in italiano dei suoi film e delle sue serie TV, Ece Uslu è stata doppiata da:
- Irene Di Valmo[24] in Come sorelle,[25] ne La notte nel cuore[26]

## Riconoscimenti
- Ayakli Gazete TV Stars Awards
  - 2014: Vincitrice come Miglior attrice dell'anno per la serie Karagül
- Premio Altın Kelebek
  - 2014: Vincitrice come Miglior attrice in una serie televisiva drammatica per Karagül
- Sadri Alisik Theatre and Cinema Awards
  - 2017: Candidata come Miglior interpretazione di un'attrice non protagonista in un film per Vezir Parmagi